# Indianapolis Tennis Classic 1992
Indianapolis Tennis Classic 1992 — жіночий тенісний турнір, що проходив на закритих кортах з твердим покриттям Indianapolis Racquet Club в Індіанаполісі (США). Належав до турнірів 4-ї категорії в рамках Туру WTA 1992. Відбувсь учотирнадцяте і тривав з 9 до 14 листопада 1992 року. Четверта сіяна Катарина Малеєва здобула титул в одиночному розряді й отримала 27 тис. доларів США.

## Фінальна частина

### Одиночний розряд
Гелена Сукова —  Лінда Гарві-Вілд 6–4, 6–3
- Для Сукової це був 2-й титул в одиночному розряді за рік і 10-й — за кар'єру.

### Парний розряд
Катріна Адамс /  Елна Рейнах —  Сенді Коллінз /  Мері-Лу Деніелс 5–7, 6–2, 6–4